# Potres v Bamu (2003)
Potres v Bamu leta 2003 je 26. decembra ob 01:56 UTC (5:26 po iranskem standardnem času) prizadel provinco Kerman v jugovzhodnem Iranu. Sunek je imel trenutno magnitudo 6,6 in največjo Mercallijevo intenziteto IX (silovito). Potres je bil še posebej uničujoč v Bamu, saj je število žrtev znašalo najmanj 34.000 ljudi in do 200.000 ranjenih. Učinke potresa je poslabšala uporaba blatne opeke kot standardnega gradbenega materiala; veliko struktur na tem območju ni bilo v skladu s potresnimi predpisi iz leta 1989.
Po potresu so ZDA Iranu ponudile neposredno humanitarno pomoč, država pa je v zameno obljubila, da bo spoštovala dogovor z Mednarodno agencijo za jedrsko energijo, ki podpira večji nadzor njenih jedrskih interesov. Skupaj je poročalo, da je 44 držav poslalo osebje za pomoč v operacijah pomoči in 60 držav je ponudilo pomoč.
Po potresu je iranska vlada resno razmišljala o selitvi prestolnice Teheran v strahu, da bi tam prišlo do potresa. Potres je imel na številne žrtve psihološke posledice še leta zatem. V Iranu je bil vzpostavljen nov institucionalni okvir za reševanje problemov urbanističnega načrtovanja in rekonstrukcijo mesta Bam v skladu s strogimi potresnimi predpisi. Ta proces je pomenil prelomnico, saj so vladni ministri in mednarodne organizacije v okviru tega okvira sodelovali z lokalnimi inženirji in lokalnim prebivalstvom, da bi organizirali sistematično obnovo mesta.

## Ozadje

### Mesto Bam
Pred potresom je imel Bam približno 97.000 prebivalcev. Bilo je eno najbolj priljubljenih turističnih območij v Iranu, ena njegovih najbolj priljubljenih znamenitosti pa  njegova 2000 let stara citadela Bam iz blatne opeke. Med obdobjem Safavidov (1501–1736) je bil Bam veliko trgovsko središče zaradi svoje lege ob Svilni cesti. Njegov pomen je postopoma upadal po napadu Afganistancev leta 1722 in je služil kot vojaško taborišče do opustitve leta 1932. Mesto je postalo turistična atrakcija leta 1953, ko se je začela obnova stare četrti Bam. 

### Iransko izobraževanje o potresih
V Iranu je malo izobraževanja o potresih,  čeprav je Mednarodni inštitut za potresno inženirstvo in seizmologijo leta 1990 ustanovil Oddelek za javno izobraževanje, da bi izboljšal »kulturo varnosti, preprečevanja in pripravljenosti na potres med vsemi skupinami družbe«. Oktobra 2003 je Bahram Akasheh, profesor geofizike na Teheranski univerzi, učinke javne nevednosti o potresih označil za »strupene«.

### Tektonika
Iran trpi zaradi pogostih potresov, pri čemer se manjši potresi pojavljajo skoraj vsak dan. Ta potres se je zgodil kot posledica napetosti, ki so nastale zaradi premikanja ene tektonske plošče, Arabske plošče, proti severu proti drugi, Evrazijski plošči, s približno 3 centimetri na leto. Zemljina skorja se deformira kot odziv na gibanje plošče v širokem območju, ki zajema širino Irana in sega proti severu v Turkmenistana. Potresi nastanejo kot posledica reverznega in zmičnega preloma v coni deformacije.
Predhodna analiza vzorca seizmičnih valov, ki so sevali po potresu 26. decembra 2003, je bila skladna s tem, da je potres povzročil desno stransko zdrsno gibanje na prelomu, usmerjenem sever-jug. Potres se je zgodil na območju, znotraj katerega so bili predhodno kartirani veliki zdrsni prelomi v smeri sever-jug, desno-stranski, epicenter pa je blizu predhodno kartiranega, sever-juga usmerjenega preloma Bam. Vendar pa bodo potrebne preiskave na terenu, da se ugotovi, ali se je potres zgodil na prelomu Bam ali na drugem. Potres v Bamu je 100 kilometrov južno od uničujočih potresov 11. junija 1981 (magnituda 6,6, približno 3000 smrti) in 28. julija 1981 (magnituda 7,3, približno 1500 smrti). Te potrese je povzročila kombinacija vzvratnega gibanja in zdrsa na prelomu Gowk, usmerjenem sever-jug.
Dolžina razpoke potresa je bila ocenjena na okoli 24 kilometrov. Več kot polovica potresa je nastala v njegovem južnem segmentu približno 13 kilometrov, kjer je zdrs dosegel največ do 270 centimetrov, kar je povzročilo velik padec napetosti vsaj 6 MPa. Podatki optičnega daljinskega zaznavanja kažejo, da prelom Bam ni en sam prelom, ampak je sestavljen iz 4–5 km širokega sistema prelomov z glavno vejo, ki poteka med mestoma Bam in Baravat. Prelom, ki ga je pretrgal potres v Bamu, naj bi se raztezal vzdolž severozahodne veje tega prelomnega sistema od Bama proti jugu. Na podlagi teh rezultatov znanstveniki domnevajo, da je potres v Bamu pretrgal skrito prelomnico in da je v tem procesu sodelovala nenavadno močna hrapavost, ki je povzročila obsežno opustošenje potresa 

## Škoda in žrtve
Potres se je zgodil 26. decembra 2003 ob 01:56 UTC (5:26 zjutraj po iranskem standardnem času). Njegov epicenter je bil približno 10 kilometrov jugozahodno od starodavnega mesta Bam. Največja intenzivnost je bila v Bamu in Baravatu, največja škoda pa je bila koncentrirana v radiju 16 kilometrov okoli mesta.
Najmanj 26.271 ljudi je bilo ubitih in 30.000 ranjenih. Z vidika človeških izgub je bil potres najhujši v zgodovini Irana. BBC je poročal, da je bilo veliko žrtev zmečkanih med spanjem. Ubitih je bilo enajst tisoč učencev in tudi 1/5 od 5400 lokalnega učiteljskega osebja. To je povzročilo velik problem za lokalni izobraževalni sistem.
Do 90 % stavb in infrastrukture na območju Bama je bilo poškodovanih ali uničenih, pri čemer je bilo 70 % hiš popolnoma uničenih ter 70–90 % stanovanjskih območij Bama. Zaradi tega je okoli 100.000 ostalo brez strehe nad glavo. V Baravatu ni stala niti ena hiša. Pomembno regionalno središče v 16. in 17. stoletju je Bam vseboval veliko stavb, ki niso bile zgrajene, da bi preživele takšne potrese. Številne hiše v Bamu so bile domače izdelave, njihovi lastniki pa pri gradnji niso uporabili kvalificirane delovne sile ali ustreznih gradbenih materialov, ki bi bili odporni proti potresom. Te so bile pogosto zgrajene v tradicionalnem slogu iz blatne opeke. Mohsen Aboutorabi, profesor arhitekture na Univerzi v Srednji Angliji, je pokazal pomanjkanje dobrih gradbenih materialov tako, da je v Bamu udaril dve opeki skupaj, kar je povzročilo razpoke. Po drugi strani so bili iranski predpisi, določeni v iranskem seizmološkem kodeksu iz leta 1989, bolje uveljavljeni v visokih stavbah in nebotičnikih.
Eden od razlogov za veliko število žrtev je bil ta, da so se težke strehe zrušile, ko so zidovi začeli padati, tako da je v njih ostalo nekaj zračnih žepov. Prah in pomanjkanje kisika sta prispevala k zadušitvi preživelih. Iranska vlada je obljubila, da bo preganjala vsakogar, ki bo kršil gradbene predpise, in celo ustanovila posebno enoto, ki se bo ukvarjala s tem vprašanjem.
Študija 210 žrtev je pokazala, da je vsaka oseba v povprečju preživela 1,9 ure pod porušenimi zgradbami. Med žrtvami jih je približno 19 imelo kompartment sindrom, 32 jih je imelo okvarjeno ledvično delovanje, pogosti pa so bili tudi zlomi njihovih kosti. Zaradi teh zlomov so bile pogoste tudi poškodbe živčevja.
Citadela Bam je pred potresom veljala za eno najbolje ohranjenih citadel iz blata. Večji del je bil uničen, vključno z velikim kvadratnim stolpom.
Oskrba z elektriko in vodo je bila zaradi potresa prekinjena. Po glavnem sunku je Bam prizadelo najmanj 29 resnih popotresnih sunkov.
Potres je prizadel veliko število šolam. Po ocenah je bilo ubitih 1200 učiteljev in 10.000 učencev. Ali Zang-Abadi, vodja izobraževanja v Bamu, je stanje opisal kot »močno potrebujejo psihološko pomoč, ker so moralno uničeni«. Okrog 5. januarja so bili učitelji registrirani za nadaljevanje izobraževanja.

## Odziv

### Odnosi Iran–Združene države Amerike
Odnosi med ZDA in Iranom so se zaradi potresa otoplili. Ameriško-iranski odnosi so bili v prvih letih predsedovanja Georgea W. Busha napeti, kar je doseglo najnižjo raven po govoru o osi zla, ki ga je imel predsednik George W. Bush. Vendar pa je po potresu tiskovni predstavnik Bele hiše Scott McClellan spregovoril v imenu predsednika Busha: »Naše misli in molitve so s tistimi, ki so bili poškodovani, in z družinami tistih, ki so bili ubiti«.
ZDA so Iranu ponudile neposredno humanitarno pomoč, ki je bila sprva zavrnjena, kasneje pa sprejeta. 30. decembra je bila 81-članska ekipa za ukrepanje ob izrednih dogodkih napotena v Iran prek vojaških letal ZDA, ki so jo sestavljali oddelki za iskanje in reševanje, koordinatorji pomoči in zdravstvena podpora, kar je povzročilo, da so prva letala ameriške vojske pristala v Iranu po več kot 20 letih. leta. Sankcije so bile začasno ustavljene, da bi pomagali reševalnim prizadevanjem.
Iran je v zameno obljubil, da bo spoštoval sporazum z Mednarodno agencijo za jedrsko energijo, ki podpira boljše spremljanje njegovih jedrskih interesov. Zaradi tega je državni sekretar ZDA Colin Powell predlagal neposredne pogovore z Iranom v prihodnosti,  vendar je tudi dejal, da so ZDA še vedno zaskrbljene zaradi drugih iranskih vprašanj, kot sta možnost terorizma in podpora države Hamasu.
Odziv na pomoč in reševanje iz ZDA je bil mešan. Zdravniki in civilisti na prizorišču so ga dobro sprejeli, vendar pa je v nasprotju s to podporo IRNA, državni radio v Iranu, obtožila Združene države nezakonitega vmešavanja v notranje zadeve. Khatami, čeprav ni kritiziral pomoči ZDA, je izrazil obžalovanje zaradi politizacije tega dogodka.  Notranji minister Abdolvahed Mousavi Lari je sprejel pomoč ZDA, zavrnil pa je pomoč Izraela zaradi političnih napetosti med državama in pomanjkanja Irana, ki priznava državo Izrael.

### Pomoč
Ameriški koordinator pomoči Bill Garvelink je Bam opisal kot »dobesedno kup ruševin«. Iranski predsednik Mohammad Khatami je potres označil za »nacionalno tragedijo« in vse Irance pozval, naj pomagajo žrtvam. Nesreča je prinesla takojšnje obljube o pomoči, kar je povzročilo izjavo predsednika Khatamija, da je »duh človečnosti in prijaznosti živ«. Vrhovni voditelj ajatola Ali Hamenej je 29. decembra obiskal poškodovana območja in pozval vse Irance in mednarodne organizacije, naj kakor koli pomagajo.
Mednarodna federacija Rdečega križa in ZN sta 8. januarja na konferenci v Bamu skupaj sprožila mednarodno prošnjo za pomoč in apelirala na 42 milijonov dolarjev oziroma pričakovala 31,3 milijona dolarjev. V odgovor so poročali, da je 44 držav poslalo osebje za pomoč pri operacijah, 60 držav pa je ponudilo pomoč po potresu. Do 15. januarja je Svetovni program ZN za hrano (WFP) razdelil približno 100.000 obrokov hrane. Združeni narodi so poslali strokovnjake za usklajevanje pomoči. Rdeči polmesec je postavil šotore za namestitev preživelih.
Ljudska republika Kitajska je bila ena prvih držav, ki je zagotovila pomoč. Ko so izvedeli za potres, so takoj poslali 43-člansko reševalno ekipo. Skupno je njena vlada donirala 15 milijonov juanov (1,81 milijona ameriških dolarjev). Številni posamezniki in podjetja so tudi donirali denar in/ali zaloge.
81-članska ekipa za odzivanje na nujne primere je sodelovala z 11-člansko delovno skupino USAR okrožja Fairfax (VA-TF1), 57-člansko mednarodno medicinsko/kirurško odzivno ekipo (IMSuRT) in 6-člansko skupino za podporo upravljanju (MST) iz zvezne Agencija za upravljanje v izrednih razmerah (FEMA). USAID in OFDA sta poslali pet zračnih prevozov zalog za pomoč, vključno s 1146 šotori, 4448 kuhinjskimi kompleti, približno 12.500 odejami in 430 zvitki plastične folije, kar je stalo 543.605 $. Ministrstvo za obrambo ZDA (DOD) je poslalo sedem C-130 s približno 68 tonami medicinskega materiala in 2000 odejami, ki so prav tako pomagale pri pomoči.
V terenski bolnišnici IMSuRT so od 31. decembra do 4. januarja zdravili 727 pacientov, vključno z operacijami in posttravmatskimi primeri šoka. Bolnišnica IMSuRT se je zaprla 5. januarja in od takrat naprej je odgovornost prevzela terenska bolnišnica Mednarodne zveze Rdečega križa (IFRC), ki je 13. januarja poročala o 550 ambulantnih bolnikih na dan. Tistega dne je IFRC objavila, da je iransko društvo Rdečega polmeseca ( IRCS) je poslal 75 prostovoljcev, organiziranih v 11 skupin za zdravljenje šoka preživelih po potresu in zagotavljanje psihološke podpore.
V nočeh po potresu so temperature padle do »grenko mrzlih« ekstremov, kar je dejansko ubilo nekaj preživelih. Mnogi od teh posameznikov so živeli v neogrevanih šotorih med ruševinami, zaradi česar so bili koordinatorji prisiljeni preseliti na tisoče družin v ogrevana taborišča na obrobju Bama. Na žalost je to dejanje naletelo na nekaj odpora, zaradi česar so številni prebivalci ostali na mestu. Nasprotno pa so iransko vlado kritizirali, ker ne zagotavlja dovolj šotorov. Tisti, ki so imeli v lasti motorna vozila, so se srečali z zastojem v obeh smereh skozi Bam. Preživeli so naložili svoje stvari, da bi se preselili drugam, medtem ko je prihajala pomoč, prostovoljci in sorodniki. Na nekaterih območjih so roparji kradli hrano iz skladišč in lokalnih tržnic, zaradi česar se je policija odzvala, da bi ustavila nadaljnjo destabilizacijo reševalnih prizadevanj.
29. decembra so deklico po imenu Nassin odkrili živo pod ruševinami v naročju svoje pokojne matere. China Daily je to označil za »redek trenutek veselja med opustošenjem najhujšega potresa v Iranu v zadnjih letih«. Približno v tem času so se operacije pomoči začele preusmerjati od iskanja preživelih k skrbi zanje. Reševalci so začeli upočasnjevati svoja prizadevanja, čeprav so kmalu zatem odkrili tri žive ljudi. Voda in elektrika sta bili do takrat obnovljeni tudi v večini delov mesta.
Eno najbolj opaznih reševanj je bilo reševanje 97-letne Sharbānou Māzandarānī (شهربانو مازندرانی v perzijščini), ki je bila osem dni ujeta v svojem domu, dokler je niso  3. januarja rešili nepoškodovano. Reševalci so potrebovali tri ure, da so jo izkopali. potem ko so jo psi lovci našli. Obnovljeno medijsko zanimanje za Bam je prišlo 8. januarja, ko so iz ruševin živega potegnili moškega. Možnosti, da bi po tem našli več preživelih, naj bi bile zelo majhne.
Helikopter iranske mornarice je 28. decembra strmoglavil 48 km jugozahodno od Bama, potem ko je dostavil šotore in odeje. Usmerjeno je bilo proti Bandar Abbasu, ko je padlo iz neznanih razlogov. Na palubi sta bila dva pilota in tretja oseba, od katerih nihče ni preživel. Helikopter je bil eden od več kot 500 helikopterjev, ki so dostavili pomoč v regijo Bam.

## Posledice
Po potresu je iranska vlada razmišljala o selitvi državne prestolnice iz Teherana na drugo lokacijo zaradi strahu pred hudim dogodkom, podobnim tistemu, ki je pravkar doletelo Bam. Teheran leži na velikem prelomu, za katerega so znanstveniki napovedali, da bi ga lahko v bližnji prihodnosti prizadel uničujoč potres, podoben potresu v Bamu. Najbolj naveden primer za novo prestolnico je bil Isfahan, mesto v osrednjem Iranu, ki je prej služil kot prestolnica, dokler ni bila leta 1788 premaknjena v Teheran.
Leto 2003 je bilo kasneje razglašeno za najbolj smrtonosno potresno leto na svetu od leta 1990, predvsem zaradi potresa v Bamu, ki je prispeval skoraj 75 % smrtnih žrtev potresa na Zemlji v tem letu.

### Rekonstrucija

#### Načrtovanje
Januarja 2004 so Združeni narodi ocenili, da bi obnova Bama stala med 700 in 1 milijardo dolarjev. Mednarodno skupnost je pozvala, naj zagotovi denar za to prizadevanje. Iranska vlada je prek državne televizije objavila, da je za to obnovo namenila približno 410 milijonov dolarjev.
Glede na stanje stavb iz blatne opeke in neskladnost z iranskim seizmološkim kodeksom iz leta 1989 je bila pri obnovi v Bamu posebna pozornost namenjena uporabi potresno odpornih materialov. Dr. Hamid Eskander, ki je bil zadolžen za prizadevanja za obnovo Bama, je dejal: »V Bamu ne bo več opek iz blata. Nova zasnova bo morala upoštevati ustrezne tehnike in parametre seizmičnega načrtovanja. Ko se odločite za stavbe v starem slogu in staro inženirstvo, iščete težave, zato bomo to zdaj spremenili«. Horst Indorf, predstavnik za vprašanja stalnih zatočišč iz ASB, nemške nevladne organizacije, je namrščil uporabo železa strukture v mestu glede na njegovo premikanje med potresom, rekoč: »Najboljša arhitektura za to območje je glinena opeka (z mrežami), vendar to pomeni 80 do 90 cm debele stene in zelo dobro izolirano streho«.
Iranska vlada je ustanovila Vodilni urad za obnovo Bama (GO), ki ga je sestavljala skupina 11 članov, predsedoval pa minister za stanovanja in urbani razvoj. G.O. je igral ključno vlogo pri napredku obnove z imenovanjem svetovalnih arhitektov za načrtovanje, analizo in pregled možnih strategij pri preoblikovanju mest za večjo odpornost proti potresom v prihodnosti. Splošna skupnost, ki jo je prizadel potres, je dobila svobodo, da aktivno sodeluje v procesu načrtovanja, projektiranja in gradnje, pri čemer so gospodinjstva pogosto prispevala k obnovi tako, da so izbrala svoje načrte in sodelovala z arhitekti in izvajalci, da bi zagotovila zaželeno in učinkovito prenovo.
Ustanovljen je bil tudi Svet za arhitekturo in urbani razvoj (CAUD), svet osmih uglednih strokovnjakov, vključno s člani HF, arhitekti, inženirji in poslovneži. CAUD je igral vlogo pri upravljanju in financiranju obnove z zagotavljanjem, da so nove strukture v skladu s smernicami, in z urejanjem bančnih posojil in kreditov za novozgrajene strukture. Svet je otvoril Manifest trajnostne obnove Bama, nadaljnji odbor strokovnjakov za obnovo, da bi zagotovili, da sta načrtovanje in gradnja potekala v skladu s seizmološkim kodeksom, a tudi ohranil občutek urbane identitete Bama med temi prizadevanji.
Program Združenih narodov za človekova naselja, UN-HABITAT, je 1. marca 2004 v Bamu začel s projektom za reševanje problematike potresno odpornih struktur. ZN so sodelovali z vladnimi sveti in skupnostjo, da bi spregledali proces obnove, ki je vključeval tudi Islamsko revolucionarno stanovanjsko fundacijo. Projekt UN Habitat naj bi trajal šest mesecev in naj bi stal 400.000 $.

#### Težave ponovnega razvoja
Medtem ko so bili ustanovljeni sveti in prizadevanja za skupno načrtovanje med fazo rekonstrukcije, je bilo veliko zainteresiranih strani precej težje doseči soglasje o arhitekturnem odločanju, glede na različne in pogosto nasprotujoče si interese. V resnici je bilo dejansko sodelovanje bolj omejeno, kot je bilo sprva predvideno, mednarodna podpora in vključenost v zvezi z dejansko obnovo pa sta bili nizki. Poleg tega se je načrt obnove izvajal izrazito počasi. Gradbeno podjetje je potrebovalo precej časa, da je pripravilo nov splošni urbanistični načrt mesta, dve leti po katastrofi pa ga vpleteni sveti še vedno niso sprejeli in odobrili za izvajanje. To je bilo v veliki meri posledica navzkrižja interesov med njimi in izvajalci ter različnih arhitekturnih zahtev ljudi na lokalni ravni. Posledično se je dejanska rekonstrukcija začela brez potrditve splošnega urbanističnega strateškega glavnega načrta, kar je povzročilo zavrženje številnih prvotnih predlogov in možnosti za sodelovanje. Predvsem načrtovalci obnove mesta so imeli resne težave v zvezi z načrtovanjem ulic in njihove širine, zaradi česar so kupili več kot 1200 nepremičnin, da bi olajšali in pomagali oblikovati proces prenove infrastrukture. Eden od dejavnikov, ki jih ponovni razvijalci niso upoštevali, so bili socialni dejavniki, kot je ranljivost, kar je povzročilo počasen proces obnove.

#### Uspehi in koristi ponovnega razvoja
Čeprav je bil proces obnove dolgotrajen in je bilo načrtovanje pogosto težko uskladiti in odobriti, deležniki v procesu so menili, da je popotresna obnova Bama izjemnega pomena in vpliva v prihodnosti na način, na katerega se izvajajo programi obnove v državo. Pri rekonstrukciji Bama so inženirji bistveno dvignili standarde gradnje in natančno upoštevali obveznosti gradbenega predpisa o seizmologiji iz leta 1989.
Z gospodarskega vidika je ponovni razvoj Bama po potresu mestu ponudil veliko priložnosti za rast, s kulturnega vidika pa je kljub veliki škodi, ki jo je povzročil potres, te tradicije doživele številne kontinuitete in celo napredek. Predvsem preoblikovanje in ponovna izgradnja mesta sta močno izboljšala namakalni sistem in njegovo kakovost, kar je ključno za industrijo datljev v Bamu. Med postopkom obnove je izboljšava namakalnega sistema nad prvotno stanje povečala kakovost in količino pridelave, hitrost postopka pa je preprečila propad pridelave datljev po potresu. Zaradi rasti industrije datljev po potresu v Bamu so se razširili nasadi palm ter povečale naložbe in zaposlovanje.

### Medicinski učinek
Psihološko je potres močno vplival na žrtve in ne le takoj po njem. Zaradi potresa sta se zrušili dve bolnišnici v Bamu, zaradi česar so bile preostale bolnišnice prenatrpane. Ustanovili so urgentne centre za oskrbo poškodovanih, čeprav mnogi centri niso imeli dovolj prostora za to. Od vseh zdravstvenih delavcev jih je polovica umrla v potresu. Svetovna zdravstvena organizacija (WHO) je zaprosila za 4 milijone dolarjev zdravstvene pomoči. Ena od prednostnih nalog v tej operaciji je bila pomoč bolnikom z duševnim zdravjem, od katerih so bili mnogi zaradi te izkušnje travmatizirani. Poročilo o razmerah, ki ga je objavila skupina ZN za usklajevanje ocene nesreč, je ugotavljala porast posttravmatske stresne motnje in depresije.
Drug učinek na medicinsko skupnost je bila motnja trgovine z mamili. Pred potresom v Bamu je bilo približno 20 % prebivalcev, starejših od 15 let, zasvojenih. Brizge z opijem so bile nato dobavljene odvisnikom od drog.
Iransko društvo Rdečega polmeseca (IRCS), ki je začelo načrtovan šestmesečni program okrevanja po potresu, je bilo leto pozneje še vedno prisotno v Bamu. Septembra 2004 je bilo zdravljenje duševnih motenj, povezanih s katastrofo, še vedno na visoki ravni, saj je en svetovalni center v Bamu v tem mesecu sprejel 129 novih pacientov s posttravmatsko stresno motnjo. Decembra 2004 je Mohammed Mukhier, vodja delegacije Mednarodne federacije društev Rdečega križa in Rdečega polmeseca v Iranu, o razmerah dejal: »Dvanajst mesecev pozneje so znaki opustošenja še vedno očitni, ne samo v porušenih stavbah, ampak v ljudeh. Vključevanje psihološke podpore v prizadevanja za pomoč že od začetka nenadne katastrofe je model, ki bi ga lahko uporabljali širše. Naše izkušnje v Iranu se lahko uporabijo kot odziv na prihodnje nesreče drugje, pri čemer moramo poskrbeti, da zagotovimo to podporo tako žrtvam kot reševalcem.«
Psihološki program je ocenil 20.000 ljudi, od katerih je bilo za 9300 ugotovljeno, da potrebujejo duševno podporo, pri čemer je več kot 5600 ljudi šlo skozi individualno ali skupinsko svetovanje. Iransko društvo Rdečega polmeseca je prejelo podporo društev Rdečega križa Danske, Islandije in Italije, vendar je glavni vir financiranja zagotovil ECHO, humanitarni urad Evropske unije. Program ni zagotavljal samo konvencionalne medicinske terapije, ampak je prizadetim ljudem nudil tudi prostore za prosti čas, kot so slikanje, šivanje in računalniški tečaji kot zdravljenje.
Čeprav je bila stalna bolnišnica v Bamu obnovljena, je začasna bolnišnica shranjena v pripravah za prihodnji nujni odziv na katastrofo, ne samo v Iranu, ampak tudi v regiji. V odgovor na potres je Mednarodna federacija Rdečega križa mobilizirala mednarodna sredstva in vire za pomoč iranskemu Rdečemu polmesecu pri velikem izboljšanju njegovih strategij odzivanja na okoljske nesreče, kar je vključevalo izgradnjo mestnega zdravstvenega centra in deset šol s formalnim programom usposabljanja za pomočnike in cestno reševalno postajo, dokončano konec leta 2005.

## Filmi osnovani na potresu
Film Colours of Memory, izdan leta 2008, pripoveduje zgodbo o kirurgu, ki se po 33 letih življenja v Nemčiji vrne domov v Bam. Dr. Parsa prispe v Teheran, da bi opravil zapleteno operacijo, kjer opazi družinskega prijatelja z imenom "Quanati", ki ga poziva, naj se vrne v domači kraj Bam na pomoč. Kanadski spletni raziskovalec je film pohvalil kot »slavnostnega in srce parajočega« in pozval Irance, »naj prinesejo robčke«.
Voices of Bam, izdan leta 2006, je nizozemski dokumentarni film o incidentu.